# إيفان يميليانوف
إيفان يميليانوف كان ثوري روسي وعضو في المنظمة الإرهابية اليسارية الروسية «نارودنايا فوليا» والتي تعني إرادة الشعب أو حرية الشعب واشترك في عملية اغتيال القصير ألكسندر الثاني.
ولد إيفان في 1861، تخرج من المدرسة المهنية ثم أكمل دراسته بالخارج بمنحة من هوراس غونزبيرغ وأصبح صانع للأثاث.
كان أحد الثلاثة المكلفين بإلقاء القنابل في عملية اغتيال القصير ألكسندر الثاني في 13 مارس 1881. أول قنبلة ألقاها نيكولاي ريساكوف لكنها أتلفت العربة وأصابت أحد الحراس فقط. بينما القنبلة الثانية التي ألقاها إجناسي هرينويكي أصابت القيصر إصابة بالغة. كان مع إيفان يميليانوف قنبلة ثالثة في حالة فشل القنبلتين الأولتين، لكن بعدما أصيب القيصر فر إيفان من مكان الحادث.
في شهر مارس فقط، تم القبض على حوالي خمسين رجل وامرأة للاشتباه في تورطهم في حادث الاغتيال. حيث قام ميخائيل لوريس-ميليكوف بصحبة أحد رجال المباحث بالمشي في شوارع العاصمة واختيار رجال ونساء للتحقيق معهم. أحد أوائل المشتبه بهم كان إيفان يميليانوف؛ العضو الوحيد الناجي من منفذي عملية الاغتيال. تم الحكم عليه بعقوبة كاتورجا في سيبيريا لمدة عشرين عامًا (وهو نظام عقوبات جنائية روسي حيث يضطر السجناء إلى العمل القسري في مناطق بعيدة غير مأهولة وتحت ظروف صعبة). منح إيفان العفو في 1895، ثم استقر في خاباروفسك حيث توفي عام 1916.